# Enrique Valentín Iglesias García
Enrique Valentín Iglesias García (Arancedo, El Franco, Astúries 1931) és un economista uruguaià d'origen espanyol. Entre 1988 i el maig de 2005, any en què renuncià al càrrec, fou el president del Banc Interamericà de Desenvolupament (BID), una institució internacional dedicada a promoure el desenvolupament econòmic al continent Americà per mitjà de la inversió i la formulació de polítiques. Va ser nomenat assessor especial per a Veneçuela de Federica Mogherini, l'Alt Representant de la Unió Europea per a Afers exteriors i Política de Seguretat de la Unió Europea i Vicepresident de la Comissió Europea, el 28 de maig de 2019.

## Biografia
Iglesias va néixer a la ciutat d'Arancedo, al concejo asturià d'El Franco l'any 1931, fill de Manuel Iglesias i Isabel García. Va emigrar a l'Uruguai amb els seus pares el 1934, on es nacionalitzà uruguaià immediatament. A la universitat va desenvolupar un interès en l'economia, i el 1953 es va graduar a la Universitat de la República d'Uruguai, llicenciant-se en economia i administració d'empreses. Després de graduar-se, va treballar per a un banc del sector privat, la qual cosa el va conduir, posteriorment, a un mandat com el president del Banc Central de l'Uruguai entre 1966 i 1967. De 1972 a 1985 va ser secretari executiu de la Comissió Econòmica per a Amèrica Llatina i el Carib (CEPAL).
El 1981 fou designat per les Nacions Unides Secretari General de la Conferència sobre Fonts d'Energia noves i renovables de l'ONU realitzada a Nairobi (Kenya). El 1982 li fou concedit el Premi Príncep d'Astúries de Cooperació Internacional per la seva tasca de conductor de la cooperació entre els pobles iberoamericans i la comunitat internacional.
Entre 1985 i 1988 alternà el seu càrrec de president del Banc Central amb el de Ministre de Relacions Exteriors del govern uruguaià presidit per Julio María Sanguinetti.

## President del Banc Interamericà
El 1988 fou elegit president del Banc Interamericà de Desenvolupament (BID), i durant els primers mesos del mandat va concloure les negociacions Setena (1989) i Vuitena (1994) Reposició General de Recursos. Respectivament, aquestes negociacions van augmentar el capital ordinari del Banc de 26,5 mil milions de dòlars a 101 mil milions.
Iglesias va ser un dels principals promotors del lliure comerç i el multilateralisme, tenint un interès especial en l'energia. Potser per aquest últim punt, el BID ha participat en una varietat de projectes energètics, com és el projecte de gas de Camisea, explotació gasística al Perú. Sota el comandament d'Iglesias, però, el BID ha rebut crítiques sobre el seu finançament del projecte, la qual cosa els detractors veuen com ambiental i socialment nociu. El BID ha estat acusat, així mateix, de facilitar el genocidi dels pobles indígenes al fer préstecs a un consorci argentí que molts consideren poc escrupolós.
En un informe que va filtrar el grup de promoció de l'Amazònia nord-americà Amazon Watch, el Ministeri de Salut del Perú va determinar que 22 indígenes van morir després de ser exposats a malalties respiratòries per part dels treballadors que treballaven al gasoducte i el 30% de l'ètnia Nanti (la població total de la qual és de 500 membres) ha mort des de l'any 1995.
L'1 de juny de l'any 2005 Iglesias renuncià al seu càrrec.